# Ruth Eitle

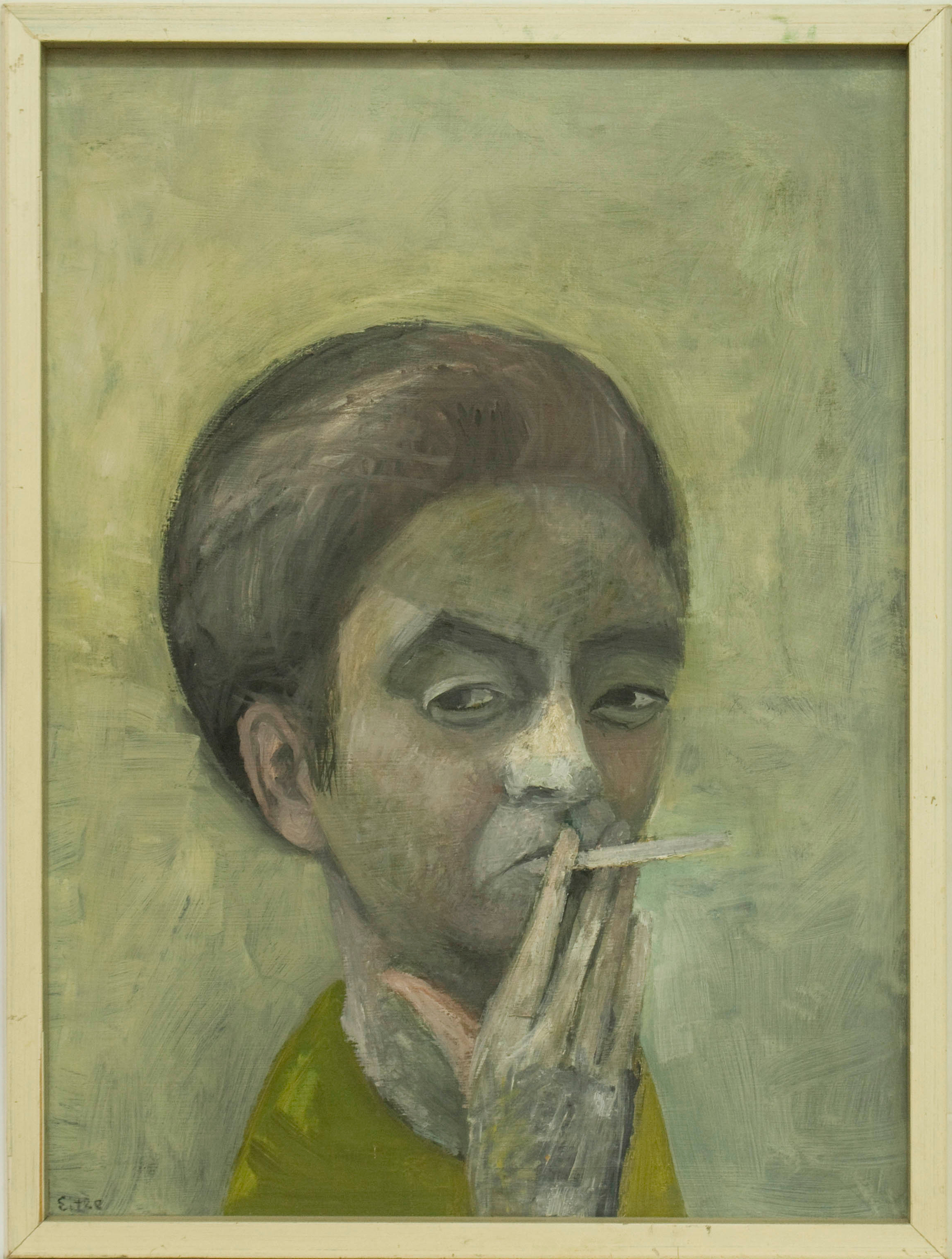
Selbstbildnis (um 1954)

Ruth Lydia Tabea Eitle, geborene Brillinger (* 13. Februar 1924 in Tübingen; † 2. Mai 1989 ebenda), war eine deutsche Malerin.

## Leben und Wirken
Ruth Lydia Tabea Brillinger kam am 13. Februar 1924 in Tübingen zur Welt. Sie war das jüngste von sechs Geschwistern und wuchs in einer von Glauben und Pietismus geprägten Familie auf. Jedes der Kinder spielte ein Instrument – sie selbst Klavier – und es wurde oft gemeinsam musiziert. Zunächst durch den persönlichen Schicksalsschlag, als ihr Verlobter und dessen Brüder im Krieg fielen, dann durch die Auseinandersetzung mit der Mitschuld der Deutschen am Holocaust und dem Leid des Zweiten Weltkrieges, wandte sie sich vom Glauben ab.
Mit 20 Jahren lernte sie Portraitmalen bei Hugo Lange und nahm Unterricht bei Gert Biese, mit dem sie sich erstmals auch über Kunst unterhalten konnte. Von 1946 bis 1950 studierte sie (mit einjähriger Unterbrechung, in der sie ihren an TBC erkrankten späteren Ehemann Hans-Dieter Eitle pflegte und selbst auch daran erkrankte) an der Staatlichen Akademie der Bildenden Künste Stuttgart bei Gerhard Gollwitzer, Hugo Peters und Manfred Henninger. 1951, mit 27 Jahren, reiste sie zusammen mit den Akademie-Freundinnen Hal Busse und Irmgard Pfisterer für drei Monate nach Paris. Es eröffnete sich ihr erstmals eine Welt fern von der pietistischen Enge. Sie lernte zum ersten Mal große Kunst im Original kennen. Es folgten regelmäßige Studienaufenthalte in Paris.
Im Jahr 1953 heiratete sie Hans-Dieter Eitle, mit dem sie später drei Kinder bekam. In einem kleinen Kellerraum richtete sie sich ein Atelier ein. In den dort entstandenen frühen Bildern zeigt sich die schwierige Rolle für Frauen in der Kunst, Mutter- und Künstlerin-Sein zu verbinden, deutlich. Bilder mit Titeln wie Einsamkeit, Martyrium, Die Kreuztragung spiegeln den Konflikt auch in ihrer dunklen, sparsamen Farbwahl wider. 1959 versah sie die Regieassistenz bei dem Film Gino von Ottomar Domnick.
Von 1961 bis 1964 gestaltete sie Bühnenbilder für das Zimmertheater Tübingen, ab 1964 baute sie die auch überregional beachtete Galerie im Zimmertheater mit auf und leitete sie von 1965 bis 1972. Farbigere, großformatige Ölbilder entstanden, geprägt von der Welt des Theaters und der Familie, von 1965 bis 1968 auch ein Zyklus von Blei- und Buntstiftzeichnungen, betitelt mit Masse Mensch, in denen sie sich mit gesellschaftlichen Zwängen und Normen humorvoll und kritisch auseinandersetzte.
Später, inzwischen war die Familie in das für den Architektengatten obligatorische, repräsentative neue Haus gezogen, entstanden im großzügigen Atelier mit Oberlichtern im Dachgeschoss bunte, großflächige Gemälde, die in ihrer Form die Pop-Art reflektieren. Spielerischer sind die ebenfalls in dieser Zeit entstehenden Hinterglas-Materialbilder, mit leuchtender Farbigkeit. Der Freitod des Regisseurs Salvator Poddinees führte zu einer großen persönlichen Krise und zum Rückzug aus der Tübinger Theaterszene.
Künstlerisch wendete sie sich literarischen Themen zu. Bei Erich Mönch erlernte sie 1973 die Technik der Lithografie, die bald von ihr in der ganzen Fülle der Möglichkeiten erprobt und umgesetzt wurde. Ihre Themen – Chassidische Geschichten, Russische Märchen oder auch Gedichte von Christian Morgenstern – sind weniger Illustrationen als Interpretationen. 1976 nahm sie bei Natascha Mann Radierkurse und fand auch in dieser Technik ihre eigene Ausdrucksmöglichkeit. Es entstanden Zyklen, darunter zu Georg Büchners Leonce und Lena und Oscar Wildes Der selbstsüchtige Riese, Odysseus, schwäbischen Sagen und Sagen zeitgenössischer Autoren wie Helmut Arntzen. Zwei Gedichtbände mit Illustrationen Ruth Eitles wurden veröffentlicht: La Mer zu Gedichten des französischen Autors Eugène Guillevic in der Übersetzung von Monika Fahrenbach und Fahren aber niemals ankommen zu Gedichten der zu dieser Zeit in Tübingen lebenden österreichischen Dichterin Irmgard B. Perfahl.
Ruth Eitle war bis zu ihrem Tod Mitglied im Künstlerbund Tübingen. Sieben Jahre lang arbeitete sie im Künstlerzentrum Stiefelhof Tübingen mit geistig behinderten Menschen an der Radierpresse. 1978 war sie Dozentin für Radierung im Zeicheninstitut der Universität Tübingen. Aus der freundschaftlichen Verbindung zu Karola Bloch, Frau des Philosophen Ernst Bloch, entstand nach einer gemeinsamen Reise ein Bilderzyklus aus vier Bildern, die viele Jahre im Sitzungssaal des Tübinger Rathauses hingen und heute im Besitz der Stadt Tübingen sind.

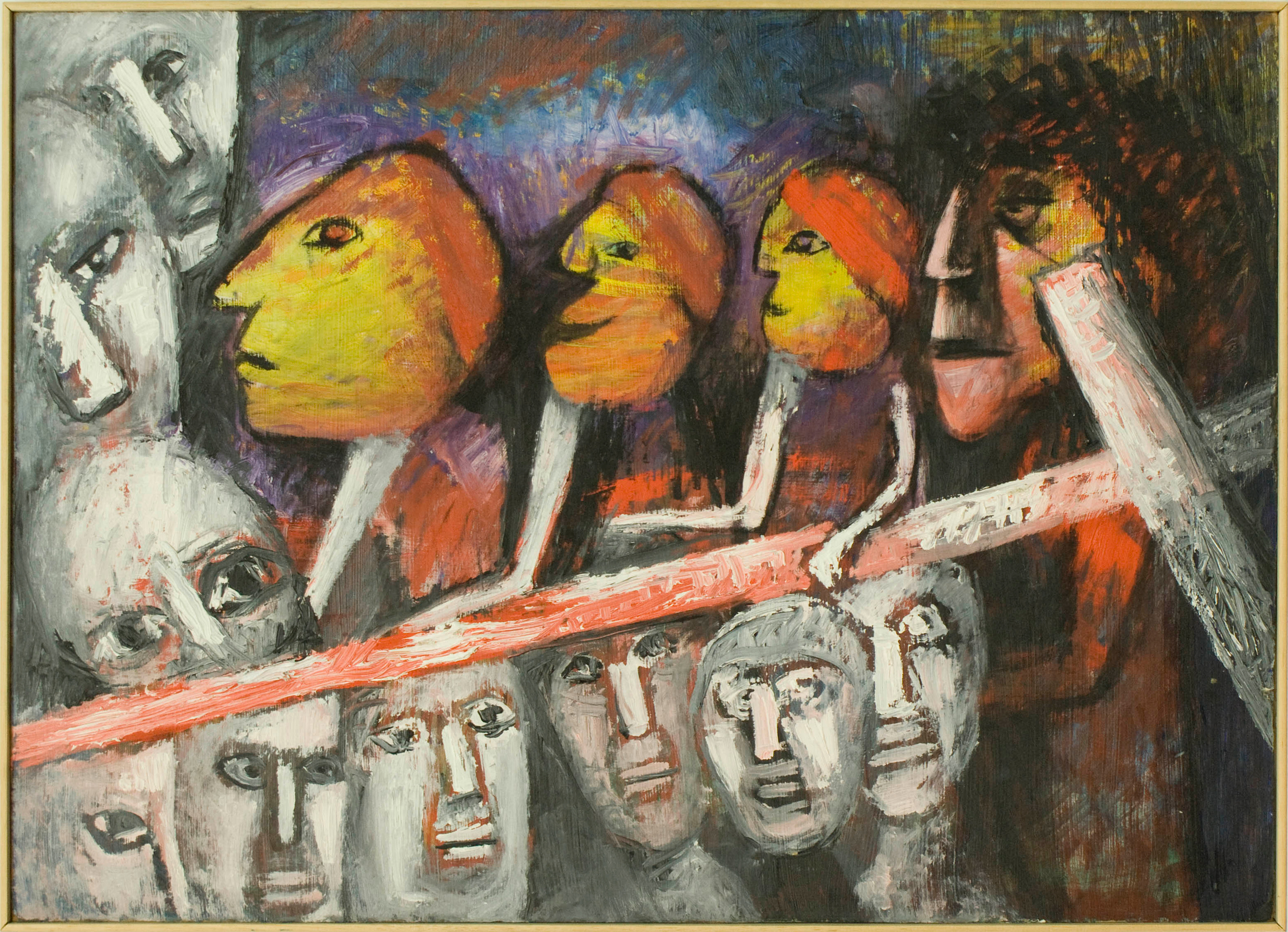
Kreuztragung von Ruth Eitle

Nach vielen Jahren suchte sie wieder Zugang zu religiösen Themen. Ende der 70er, Anfang der 80er Jahre entstanden zahlreiche Schriftbilder zu Psalmen der Bibel. Der Tübinger Kantor Gerhard Steiff widmete ihr 1980 eine Komposition zum Hohenlied Salomons. Ruth Eitle gestaltete zu Text und Musik ein Triptychon, welches auch heute noch an der Orgelempore der Tübinger Stiftskirche zu sehen ist. Inspiriert von der Musik Olivier Messiaens, die sie in der Stiftskirche, gespielt vom Tübinger Organisten Horst Allgaier hörte, entstanden Bilder mit Gold und Silber als Farb- und Lichtträger, die ebenfalls noch heute in der Stiftskirche zu sehen sind.
Seit 1983 aquarellierte sie oft in der freien Natur. Es entstanden Landschaftseindrücke der Umgebung Tübingens, aus der Bretagne, dem Bodensee und dem Schwarzwald. 1988, ein Jahr vor ihrem Tod, mietete sie ein Zimmer in einem Hochhaus oberhalb Tübingens und malte großformatige Aquarelle mit dem Titel „Der Himmel über Tübingen“. Vom 23. April bis 28. Mai 1989 füllte das Werk Ruth Eitles die Kunsthalle Tübingen in der Ausstellung „Ruth Eitle Retrospektive“. Am 2. Mai 1989 starb Ruth Eitle kurz nach der Eröffnung dieser Ausstellung in Tübingen.
Bis 1989 hatte sie zahlreiche Ausstellungen im In- und Ausland. Ruth Eitle hat zeitlebens sehr viele ihrer Bilder verkaufen können. Öffentliche Käufer waren unter anderen das Regierungspräsidium Baden-Württemberg, die Staatsgalerie Stuttgart, die Stadt Tübingen, die Kunsthalle Tübingen und die Galerie der Stadt Stuttgart. Sie hinterließ ein umfangreiches Werk: Circa 180 zum Teil großformatige Öl- und Tempera-Bilder, 500 Zeichnungen, 1400 Aquarelle, 1300 Radierungen, 400 Lithografien, 50 Hinterglasbilder und Materialbilder.

## Ausstellungen (Auswahl)
- Regelmäßige Ausstellungen im Künstlerbund Tübingen
- 1982: in der PES Galerie im Schloss Haigerloch
- 1985: GEDOK Stuttgart
- 1985: 7. Biennale des Humors und der Satire, Garbovo, Bulgarien
- 1986: Stiftskirche Tübingen
- 1988: Médiathèque Municipale Livrée Ceccano in Avignon
- 1989: Kunsthalle Tübingen: Retrospektive Einzelausstellung
- 1989: Städtische Galerie Albstadt
- 1993: Scheffelhof Radofzell
- 1994: Zimmertheater Tübingen
- 1994: Galerie Karin Gundel, Freiberg am Neckar
- 1999: Versicherungskammer Bayern
- 2000: Stadtmuseum Tübingen
- 2014: Galerie Peripherie Sudhaus, Tübingen
- 2014: Kulturhalle Tübingen
- 2014: Stiftskirche Tübingen